# Elkalyce myrmidon
Elkalyce myrmidon är en fjärilsart som beskrevs av Selys 1844. Elkalyce myrmidon ingår i släktet Elkalyce och familjen juvelvingar. Inga underarter finns listade i Catalogue of Life.